# Ygona Moura
 (avril 2024).
Pour les articles homonymes, voir Moura (homonymie).
Ygona Moura de Cardoso (São Paulo, 10 mars 1997 - Cidade Tiradentes, São Paulo, 27 janvier 2021,), mieux connue sous le nom d'Ygona Moura, est une influenceuse, blogueuse et YouTubeuse brésilienne.

## Biographie
À 16 ans, Ygona Moura a révélé son homosexualité et a découvert qu'elle était transgenre quatre ans plus tard. Ygona a été rejetée par sa famille, notamment par sa mère, qui n'acceptait pas son orientation sexuelle. Parce qu'elle était également noire et obèse , elle avait du mal à trouver un emploi. Ygona a déclaré que sa mère avait refusé « même une assiette de nourriture » parce qu'elle était sans travail,.
Ygona a alors utilisé la prostitution comme moyen de subsistance. Elle a réussi à trouver un emploi formel, mais avec la crise économique provoquée par la pandémie de COVID-19, elle a été licenciée et a dû retourner vivre avec sa mère. Malgré les problèmes, Ygona a commencé à gagner en popularité sur Instagram grâce aux vidéos amusantes qu'elle a publiées. Cependant, Ygona rapporte que, alors qu'elle vivait chez sa mère, elle a souffert de transphobie de la part de son frère, qui a tenté de la tuer. Ygona a déclaré qu'après l'incident, sa mère l'avait chassée de la maison,.
Sur internet, Ygona a suscité la solidarité et reçu des dons. Elle s'est rendue à la Casa Florescer, qui accueille des personnes trans et travesties, où elle a vécu jusqu'à sa mort.

« Tous les messages que j'ai reçus m'ont motivé à continuer. J’avais l’impression d’avoir un avenir avec Internet et cela m’a vraiment motivé à ne pas abandonner ! Je veux être influencer ! »

### Mort
Pendant la pandémie de Covid-19, Ygona a adopté une position négationniste, ignorant les directives d'isolement social, recherchant des foules de personnes et des fêtes auxquelles participer, dans lesquelles elle gagnait de l'argent. Ce comportement dangereux était motivé par les circonstances extrêmes dans lesquelles elle vivait, qui l'obligeaient à adopter des comportements à risque pour obtenir un moyen de survie, notamment la présence payante et la publicité des fêtes et rassemblements, contrairement aux directives de confinement en vigueur à l'établissement. temps.
Elle a reçu un diagnostic de Covid-19 après avoir assisté à une fête début 2021. Après avoir reçu un diagnostic de maladie, elle a été admise aux soins intensifs de l'hôpital Cidade Tiradentes, à São Paulo, où elle a lutté contre la maladie pendant environ deux semaines,,.
Ygona Moura est décédée le 27 janvier 2021, victime des complications du COVID-19,,. Sa mort a suscité une agitation et un débat sur les dangers de la pandémie et la responsabilité des influenceurs de promouvoir des comportements sûrs. Une controverse a ensuite éclaté sur la cause exacte de son décès, avec la révélation qu'elle avait été testée négative au Covid-19 , et positive à la tuberculose, selon un rapport médical publié deux mois après son décès,.
Le 29 janvier 2021, Journée nationale de la visibilité trans, Amnesty International Brésil, en collaboration avec plusieurs chercheurs et militants brésiliens, a souligné le cas de la vie et de la mort d'Ygona comme exemple du soutien déficient du gouvernement brésilien aux personnes trans et noires, en matière d'assistance sociale et protection, présentant plusieurs exemples et suggestions de changements structurels qui peuvent aider à empêcher que des cas comme celui d'Ygona ne se reproduisent à l'avenir.